# March (Breisgau)
March ist eine Gemeinde im Südwesten Baden-Württembergs. Sie liegt innerhalb der südlichen Oberrheinebene in der Region Breisgau, etwa acht Kilometer nordwestlich von Freiburg im Breisgau am Nimberg.

## Geographie

### Lage
Das Gebiet der Gemeinde March liegt in der sogenannten Mooswaldzone, also zwischen Kaiserstuhl und Tuniberg einerseits und Schwarzwälder Vorbergzone andererseits. Die Mooswaldzone wiederum liegt innerhalb der Freiburger Bucht. Quer durch das Gemeindegebiet zieht sich der Nimberg (meist „Marchhügel“ genannt), ein welliger, knapp 7 km langgestreckter, lößbedeckter Hügelrücken mit 25 bis 65 m Höhenunterschied. Sein höchster Punkt mit 253,6 m ü. NN liegt auf Gemarkung Nimburg-Bottingen. Geologisch-tektonisch ist der Nimberg eine aus verschiedenen Teilen bestehende, von verdeckten Verwerfungen bzw. Erosionsrändern begrenzte, isolierte Vorbergscholle von Tertiär und Mesozoikum. Charakteristisch ist die vielgewannige, schmalstreifig parzellierte und intensiv genutzte Ackerbaulandschaft mit Streuobstbeständen und sogar Weinbau – übrigens auch auf Marcher Gebiet.
Der höchst- und tiefstgelegene Punkt des Gemeindegebiets liegt jeweils auf Gemarkung Neuershausen: Der höchste Punkt ist mit 248 m ü. NHN im Gewann „Alter Kolben“ auf dem Nimberg direkt an der Gemarkungsgrenze zu Nimburg (ca. 80 m südlich der auf der Bergkuppe verlaufenden 220-KV-Hochspannungsleitungen); der niedrigste Punkt der Gemeinde ist mit 188 m ü. NHN, ebenfalls an der Grenze zu Nimburg, das Flussbett der Dreisam im Gewann „Töbismatt“.
Westlich der Siedlungsfläche von Hugstetten-Buchheim-Neuershausen fließt die Dreisam (Landesgewässer 1. Ordnung), die Mitte des 19. Jahrhunderts (1837–1841) nach den Plänen von Johann Gottfried Tulla in Hochwasserdämmen eingefasst und kanalisiert wurde. Südlich von Hugstetten verläuft die Eisenbahnlinie Freiburg-Breisach mit Bahnhof Hugstetten, der 1871 eröffnet wurde, östlich Holzhausens die Bundesautobahn 5 Frankfurt am Main – Basel (1960–1962 erbaut) mit der Anschlussstelle Freiburg-Nord, an der die 173 km lange B 294 (Bretten – Freiburg im Breisgau) endet.

### Gemeindegliederung
Die Gemeinde March besteht aus den Ortsteilen Buchheim, Holzhausen, Hugstetten und Neuershausen, zu denen jeweils nur die gleichnamigen Dörfer gehören. Die vier Ortsteile bilden zugleich Wohnbezirke und Ortschaften mit jeweils eigenem Ortschaftsrat und Ortsvorsteher als dessen Vorsitzender. Im Ortsteil Holzhausen liegt die abgegangene Ortschaft Buchsweiler (nördlich von Holzhausen, Gewann Oberer Kapellenacker) und im Ortsteil Hugstetten liegt die abgegangene Ortschaft Hagenbuch (westlich von Hugstetten, Gewann Steinacker/Hagenbuch). Die Bevölkerung verteilt sich wie folgt auf die Ortsteile:
| Ortsteil     | 2014 | 2015 |
| ------------ | ---- | ---- |
| Buchheim     | 2553 | 2571 |
| Holzhausen   | 2206 | 2204 |
| Hugstetten   | 2907 | 2981 |
| Neuershausen | 1269 | 1268 |
| Gesamt       | 8935 | 9024 |

### Nachbargemeinden

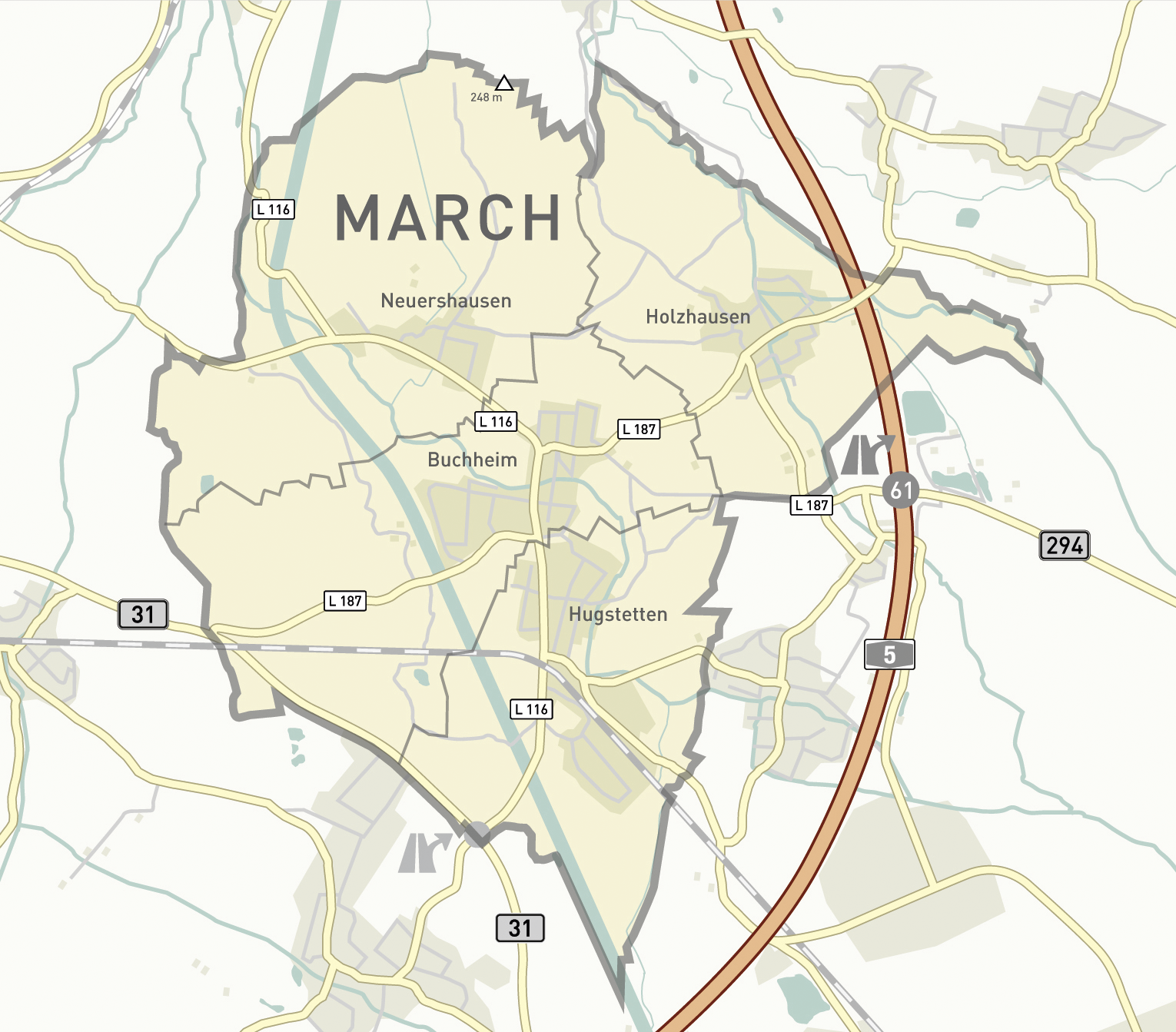
Umgebungskarte von March mit Ortsteilen

- Stadt Freiburg i.Br. mit den Stadtteilen Hochdorf und seinem Ortsteil Benzhausen sowie Lehen (Stadtkreis Freiburg) und Landwasser
- Umkirch
- Gottenheim
- Bötzingen am Kaiserstuhl
- Eichstetten am Kaiserstuhl
- Teningen mit den Ortsteilen Nimburg und Bottingen (Landkreis Emmendingen)
- Vörstetten mit dem Weiler Schupfholz (Landkreis Emmendingen)

Wie March gehören Umkirch, Gottenheim, Bötzingen und Eichstetten dem Landkreis Breisgau-Hochschwarzwald an.

### Klima
Der rheinnahe Breisgau zählt zu den sonnigsten und wärmsten Gebieten Deutschlands – mit durchschnittlich 5,1 Stunden Sonnenschein täglich. Auf dem „Hölgacker“ (230 m hoher Punkt des Marchhügels bei Holzhausen) befindet sich beim Wasserhochbehälter seit einigen Jahren eine Wetterstation der Meteomedia AG, deren Messwerte im Internet abrufbar sind, sowie ein von weitem sichtbarer, ca. 20 m hoher unbeleuchteter Fernmeldeturm.
March liegt in einer Zone mit warm- und feucht-gemäßigtem Klima mit vergleichsweise milden Wintern und warmen bis heißen Sommern, die teilweise sogar Durchschnittstemperaturen von über 20 °C in den Monaten Juli und August aufweisen können. Aufgrund der vorherrschenden Süd-Westwinde – Einfluss der Burgundischen Pforte – überwiegen in der Freiburger Bucht atlantisch-ozeanische Klimaeinflüsse. Durch diesen ozeanischen Einfluss und die Lage im Rheintal liegt March auch im Regenschatten der Vogesen. Die Oberrheinische Tiefebene weist Jahresmitteltemperaturen von etwas über 10 °C auf und gehört damit zu den wärmsten Gebieten Deutschlands. Teile des Gemeindegebiets, welche klimatisch dem Kaiserstuhl zuzuordnen sind, weisen stellenweise sogar mediterranes Klima auf.
|                       | Jan  | Feb  | Mär  | Apr  | Mai  | Jun  | Jul  | Aug  | Sep  | Okt  | Nov  | Dez |   |      |
| Mittl. Tagesmax. (°C) | 5,0  | 6,9  | 12,2 | 17,4 | 21,1 | 25,3 | 26,6 | 25,8 | 21,8 | 16,6 | 10,5 | 6,3 | ⌀ | 16,3 |
| Mittl. Tagesmin. (°C) | −0,6 | −0,5 | 2,1  | 5,8  | 9,8  | 13,3 | 14,7 | 14,0 | 10,4 | 6,9  | 3,7  | 0,7 | ⌀ | 6,7  |
|                       |      |      |      |      |      |      |      |      |      |      |      |     |   |      |
| Niederschlag (mm)     | 40   | 38   | 45   | 57   | 97   | 76   | 95   | 87   | 63   | 72   | 67   | 60  | Σ | 797  |

| −0,6 |

| −0,5 |

| 2,1 |

| 5,8 |

| 9,8 |

| 13,3 |

| 14,7 |

| 14,0 |

| 10,4 |

| 6,9 |

| 3,7 |

| 0,7 |

| −0,6 |

| −0,5 |

| 2,1 |

| 5,8 |

| 9,8 |

| 13,3 |

| 14,7 |

| 14,0 |

| 10,4 |

| 6,9 |

| 3,7 |

| 0,7 |

### Meteorologische Daten
Die jährliche Durchschnittstemperatur von March liegt bei 11,3 °C. 2015 gab es in March 35 heiße Tage mit mehr als 30 °C sowie neun Tropentage mit mehr als 35 °C. Am 7. August 2015 kletterte das Thermometer auf dem Marchhügel auf 38,8 °C – am 2. Januar 2011 fiel es auf −5,5 °C. 2015 wurden 59 Frosttage und 72 Sommertage mit mehr als 25,0 °C registriert.
Auch mit etwa 1.950 Sonnenstunden pro Jahr nimmt March einen vorderen Platz im Bundesgebiet ein (2015: 2.349,8). Die mittlere jährliche Niederschlagsmenge ist mit 797 mm nur etwas niedriger als der bundesweite Durchschnitt von zirka 800 mm (2015: 631,3 l). Der meiste Niederschlag fällt im Sommer. Im Februar fällt der geringste Niederschlag. Der hohe Regenumsatz in der Sommerzeit ist mit der bundesweit größten Anzahl an Gewittern zu erklären, die im Bereich des benachbarten Schwarzwaldes bzw. der Vogesen entstehen. Im Jahr 2015 gab es in March 136 Regentage, der meiste Regen fiel dabei am 20. November mit 49,4 l/m². An zwei Tagen im November 2011 fielen gerade einmal 0,5 Liter Niederschlag; eine geringere Niederschlagsmenge ist in dieser Gegend historisch nicht bekannt. Selbst im August des „Jahrhundertsommers 2003“ ist fast 50-mal so viel Regen gefallen wie im November 2011.
In March wurde am 13. August 2003 mit 40,2 °C die damals höchste jemals in Deutschland gemessene Temperatur registriert. Diesen Wert teilte sich March damals mit Gärmersdorf bei Amberg, Freiburg im Breisgau und Karlsruhe. Den Nationalen Hitzerekord halten inzwischen die Städte Duisburg-Baerl sowie Tönisvorst. Am 25. Juli 2019 wurden dort jeweils 41,2 °C gemessen.

## Geschichte

### Antike

Ausdehnung der Hallstattkultur

Aus der jüngeren Steinzeit (zwischen 4000 und 2000 v. Chr.) gibt es verstreute Funde im ganzen Gemeindegebiet von March. Aus der späten Hallstatt-Periode (800–450 v. Chr.) existiert heute noch in Buchheim ein Grabhügel („Bürgle“) als Überrest einer ganzen Gruppe. Hinsichtlich seines Durchmessers von 120 Metern ist er der größte Grabhügel im sog. Westhallstattkreis. Heute erhebt er sich noch knapp 4 Meter aus der Ebene.
Nach der Zeitenwende besteht zwischen Hugstetten und Hochdorf vermutlich eine römische Villa rustica, von der ein Ziegelbrennofen aufgefunden wurde. Der dazugehörige Wohnplatz konnte allerdings noch nicht geortet werden. Römische Ziegelreste als auch römische Münzen fanden sich auch am Platz des im Spätmittelalter abgegangenen Ortes Buchsweiler nördlich von Holzhausen. Es ist wahrscheinlich, dass diese Siedlung bis in die Römerzeit zurückreicht.
Zwischen dem 5. und 7. Jahrhundert lassen sich einwandernde Alemannen bei Buchheim und Hugstetten nieder. Bemerkenswerte, historische Funde aus dieser Zeit zeugen davon und deuten darüber hinaus an, dass es seit dem 6./7. Jahrhundert eine dauerhafte Besiedlung der March gab, die aber nicht unbedingt mit den heutigen Ortslagen übereinstimmten. Oberhalb von Hugstetten, nach Hochdorf hin im Gewann Degental, entstand ein bis heute nur ansatzweise ergrabener alemannischer Reihengräberfriedhof, aus dem bei einer Grabung im Jahre 1952/53 viele eindrucksvolle Fundstücke geborgen wurden. Diese Fundstücke – z. B. eine filigrane „Fibel“ (Kleiderspange), Waffen oder ein eindrucksvolles Keramik-Drillingsgefäß – sind heute im Colombischlössle (ehemals Museum für Ur- und Frühgeschichte) in Freiburg zu sehen.

### Mittelalter

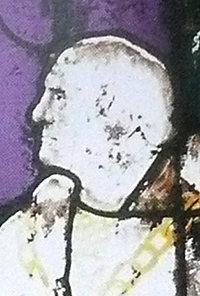
Konrad Stürzel, Ausschnitt aus dem Glasfenster im Freiburger Münster

March ist eine junge Gemeinde mit alter Tradition, sind doch die Ortschaften von March sehr alt, großenteils älter als die nahegelegene Stadt Freiburg (1120 gegründet). Erstmals urkundlich erwähnt werden: Buchheim im Jahr 769 im Lorscher Codex (gehört damit zu den ältesten Orten im Breisgau überhaupt), Neuershausen etwas später im Jahr 789, Holzhausen im Jahr 849 und Hugstetten 1291. Aus der Endung „heim“ des Ortes Buchheim lässt sich sogar vermuten, dass der Ort bereits um 500 n. Chr. bestand. Diese Vermutung wird auch durch die oben erwähnten Funde untermauert. Sicherlich ist aber auch Hugstetten wesentlich älter, als es die erste schriftliche Erwähnung erzählt, denn auch hier gibt es zahlreiche Hinweise und Funde, die darauf hindeuten.
878/879 tauschten die Klöster Lorsch und Schuttern Güter in der Buochheimer marca mit Gütern in Pezzinga (Bötzingen).
Der 1430 überlieferte Marchbrief ist das erste Zeugnis der Markgenossenschaft der Marchdörfer Benzhausen, Buchheim, Hochdorf, Holzhausen, Hugstetten und Neuershausen, mit dem sie im Marchwald, um den südlichen Nimberg herum, die Nutzungsrechte festschrieben. Wegerechte, Weidgang und Holzversorgung wurden vereinbarlich geregelt, ebenso die gelegentlich fälligen Strafgelder und ihre Verwendung. Somit waren bei der Namensgebung der Gemeinde March auch keine künstlichen Verrenkungen nötig, denn die Mark („umgrenztes Gebiet“) und ihre Dörfer gab es bereits im Mittelalter.
1491 kaufte Konrad Stürtzel, der Hofkanzler des römisch-deutschen Königs Maximilians I., von David Landeck zu Wiesneck die Dörfer Benzhausen, Buchheim, Hochdorf, Holzhausen und Hugstetten und wurde dadurch zu ihrem Grundherrn. Die Familie führte nach ihrer Adelserhebung den Namen Stürtzel von Buchheim und besaß seit dem 16. Jahrhundert in Buchheim ein Wasserschloss. Stürtzel war es auch, der im Jahre 1506 in Holzhausen die Pfarrei „St. Pankratius“ stiftete.
Alle Marchdörfer gehörten zur damaligen Zeit dem Herrschaftsbereich Vorderösterreichs an und blieben daher nach der Reformation rein katholische Orte. Die Nachbarorte Bötzingen, Eichstetten, Nimburg und Vörstetten gehörten dagegen zur evangelischen Markgrafschaft Baden – worauf auch heute noch der badische Schrägbalken in ihren jeweiligen Gemeindewappen hindeutet. Als katholische Exklave gehörte Reute ebenso wie die Marchorte zu Vorderösterreich (auch hier ist die Herkunft im Gemeindewappen durch den österreichischen Balken abzulesen). In Reute bestanden damals sehr enge Kontakte vor allem zu Holzhausen. Somit verlief an den Gemarkungen der hier genannten Orte auch die Territorialgrenze zwischen den badischen und den vorderösterreichischen Landesteilen. Die Markgrafschaft Baden wie auch Vorderösterreich waren vom 14. bis zum Beginn des 19. Jahrhunderts Bestandteil des Heiligen Römischen Reiches Deutscher Nation.

### Neuzeit
Wenn es auch im Laufe der Jahrhunderte nicht ohne Spannungen und Streitigkeiten abging, die Dörfer der March bildeten doch immer eine Einheit. Dies blieb so, nachdem 1766 die Markgenossenschaft aufgelöst worden war und jede Gemeinde ihren Anteil an der Allmend als Eigentum erhalten hatte. Diesem Umstand ist es zu verdanken, dass zu dieser Zeit für die Dörfer erstmals Gemarkungspläne angefertigt wurden.
Während der Revolutionsbewegung in Baden 1848/49 trat in der March der Buchheimer Bierwirt Johann Baptist Müller als Anführer auf. In Neuershausen versuchte die Gemeinde einen an den Freiherrn von Falkenstein verkauften Wald zu enteignen. Hugstetten und sein Schloss wurden von dem später in Freiburg erschossenen Revolutionär Johann Maximilian Dortu mit Requisitionen heimgesucht.

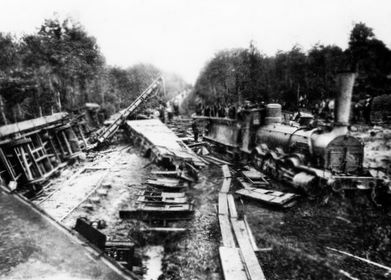
Die Unglücksstelle des Zugunglücks von Hugstetten

Kriegszustand, preußische Besatzung, Revolutionskosten, aber auch Missernten und Versorgungsprobleme zwischen 1850 und 1865 veranlassten viele Bürger und ganze Familien, ihr Heil in der Auswanderung v. a. nach Amerika, Ungarn oder Algerien zu suchen. Nach 1860 verbesserte sich die wirtschaftliche Lage in den Marchorten zusehends, und langsam wurde auch hier das Gewerbe belebt, besonders in Neuershausen und Hugstetten, wo nun kleinere Fabriken entstanden. Von Vorteil für die Entwicklung Hugstettens war auch, dass es 1871 mit einer Haltestation Anschluss an die Eisenbahnlinie Freiburg-Breisach (ab 1878 bis Colmar) erhielt. Doch 1882 zeigten sich im Zugunglück von Hugstetten, durch das die Gemeinde traurige Berühmtheit erlangte, auch die Gefahren und Risiken des damals hochmodernen Massenverkehrs.
Die Marchorte erhielten zwischen 1906 und 1919 flächendeckend elektrischen Strom, welcher damals fast ausschließlich zur Beleuchtung benötigt wurde. Während des Zweiten Weltkriegs, im Frühjahr 1945, wurden bei Luftangriffen auf Holzhausen und Neuershausen elf bzw. sechs Menschen getötet und zahlreiche Gebäude zerstört. Ab dem 20. April marschierten französische Truppen in den Marchorten ein und beendeten dort den Krieg. Ende der 1950er/Anfang 1960er Jahre wurden in den Dörfern Trinkwassernetze verlegt, rund ein Jahrzehnt später schließlich die Abwassernetze.
Die Einwohnerzahl, die einige Jahrhunderte lang jeweils bei rund 500 Seelen lag (mit gelegentlichen Schwankungen), stieg nach 1945 in allen vier Marchorten teilweise erheblich an: in Buchheim von 627 auf 1216, in Holzhausen von 565 auf 873, in Hugstetten von 672 auf 1602 und in Neuershausen von 582 auf 766. In den 1960er Jahren entstanden die ersten Neubau- und Gewerbegebiete.
Die heutige Gemeinde entstand im Rahmen der Gemeindereform durch den im Fusionsvertrag vereinbarten Zusammenschluss der Gemeinden Buchheim, Holzhausen, Hugstetten und Neuershausen am 1. Dezember 1973.
Doch bis dahin war es ein weiter Weg, denn zunächst wollten alle Orte ihre Selbstständigkeit bewahren. Hugstetten und Hochdorf strebten zunächst eine eigene „Trabantenstadt“ mit Hochhäusern, eigener Infrastruktur und ca. 20.000 Einwohnern an. Holzhausen versuchte, durch Ausweisung neuer Baugebiete und den Bau von fünf „Hochhäusern“, die Einwohnerzahl derart aufzubauen, dass eine Eingemeindung vom Tisch wäre, was letztlich erfolglos blieb und zur Befürwortung einer neuen Einheitsgemeinde „March“ führte – wie auch in Buchheim. Einzig Neuershausen liebäugelte mit einer Eingemeindung nach Freiburg. Erst als Hochdorf sich in zwei Bürgerentscheiden für die Eingemeindung zu Freiburg entschied, war auch für Neuershausen und Hugstetten der Weg zur neuen Gemeinde March vorgezeichnet.
Im November 1991 wurde ein Brandanschlag auf das Asylheim in March-Neuershausen verübt.

### Konfessionsstatistik
Laut der Volkszählung 2011 waren 52,7 % der Einwohner mehrheitlich römisch-katholisch, 22,9 % evangelisch und 24,4 % waren konfessionslos, gehörten einer anderen Religionsgemeinschaft an oder machten keine Angabe. Die Zahl der Protestanten und Katholiken ist seitdem gesunken. Ende 2018 (Stand 31. Dezember) hatte March 9.327 Einwohner davon 46,1 % (4.296) Katholiken, 19,9 % (1.858) Protestanten und 34,0 % hatten entweder eine andere oder gar keine Religionszugehörigkeit.

## Politik

### Gemeindeverwaltungsverband
Mit der Nachbargemeinde Umkirch hat March den Gemeindeverwaltungsverband „March-Umkirch“ mit Sitz in March, gegründet. Verbandsvorsitzender ist Helmut Mursa (CDU), Stv. Verbandsvorsitzender ist Walter Laub.

### Gemeinderat
- SPD: 3
- Grüne: 4
- GFM: 2
- UBM: 4
- CDU: 5

Der Gemeinderat March hat 18 Sitze. Die Kommunalwahl am 9. Juni 2024 ergab folgendes Ergebnis (Angaben in Klammern: Vergleich zur Wahl 2019):
| CDU                           | 28,4 % (+1,7)  | 5 Sitze (+0) |
| Unabhängige Bürgerliste March | 21,5 % (−7,1)  | 5 Sitze (−1) |
| Die Grünen                    | 19,7 % (−9,3)  | 4 Sitze (−1) |
| SPD                           | 17,5 % (+1,8)  | 3 Sitze (+0) |
| Gemeinsam für March           | 12,8 % (+12,8) | 2 Sitze (+2) |

Zu Beginn der Legislaturperiode 2019 bestand der Marcher Gemeinderat noch aus vier Fraktionen. Im November 2019 spalteten sich von der Fraktion der Unabhängigen Bürgerliste March (UBM) zwei Gemeinderäte ab und bildeten die Fraktion „Gemeinsam für March“ (GFM), die aber erst 2024 erstmals zur Wahl stand. Die Fraktion der UBM schrumpfte direkt nach der Wahl 2019 von sechs auf fünf Sitze und hatte nach der Abspaltung der GFM-Räte noch drei Sitze. Die Wahlbeteiligung 2024 betrug mit 7.365 Wahlberechtigten 64,8 % (4.772).

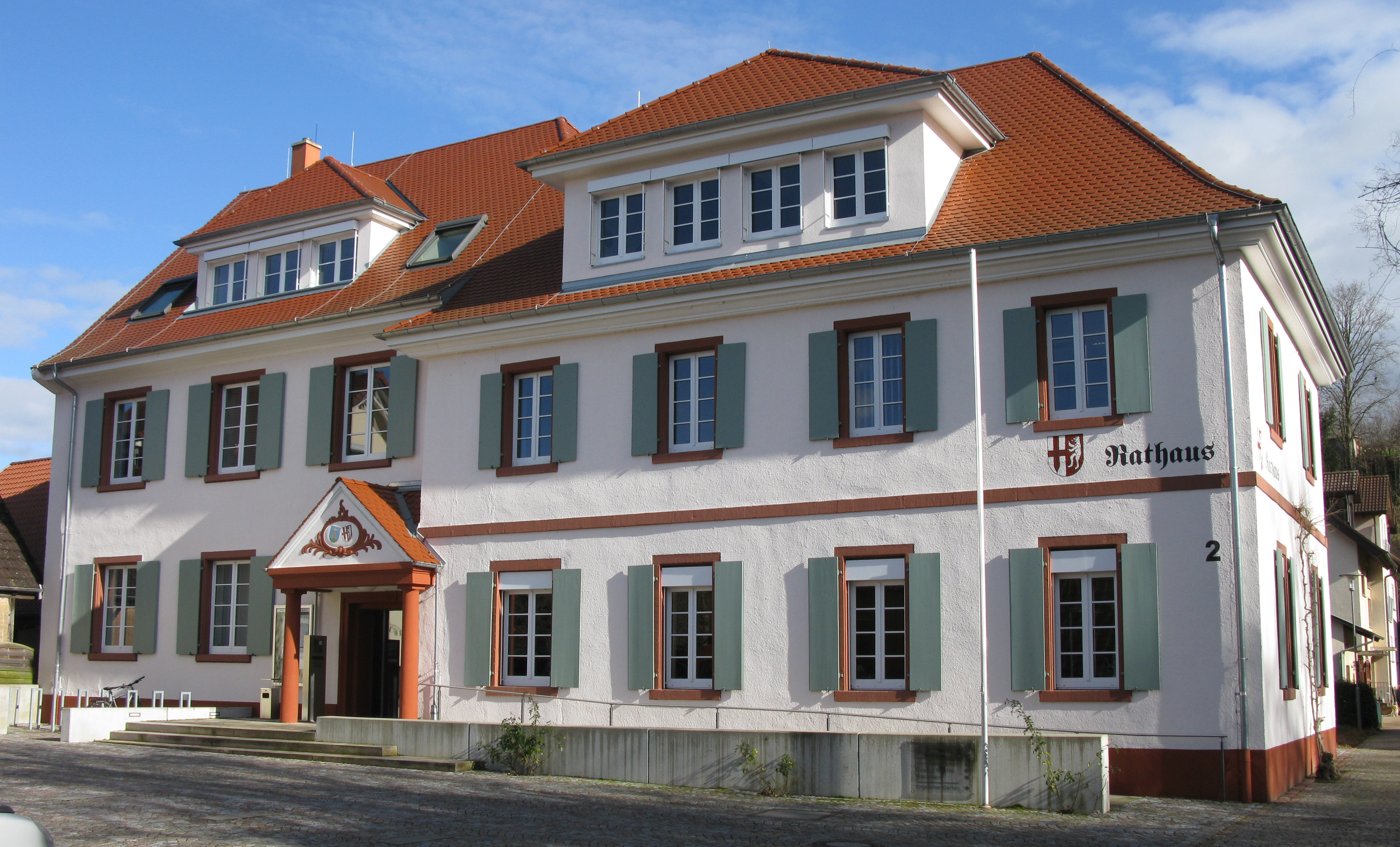
Das Marcher Rathaus „Am Felsenkeller“ im Ortsteil Hugstetten

### Bürgermeister
Zum ersten Bürgermeister der Gemeinde March wurde Rudolf Sontheimer gewählt; zuvor war Gemeinderat Herbert Doll etwa fünf Monate lang als Amtsverweser Oberhaupt der Gemeinde. Zum Nachfolger Sontheimers wurde 1982 der damals 30-jährige Rechnungsamtsleiter Josef Hügele.
An der Spitze der Gemeindeverwaltung sowie des Gemeinderats steht seit dem 30. März 2015 als Bürgermeister der Jurist Helmut Mursa. In dieses Amt wurde er am 25. Januar 2015, im Alter von 34 Jahren, im ersten Wahlgang gewählt. Bei der Bürgermeisterwahl am 29. Januar 2023 wurde er im ersten Wahlgang im Amt bestätigt. Er ist damit erst der dritte Bürgermeister, aber das vierte Gemeindeoberhaupt, der Gemeinde March. Mursa ist parteilos. Allerdings gehört er der christdemokratischen Fraktion des Kreistags des Landkreises Breisgau-Hochschwarzwald an. In dieses Parlament wurde er am 26. Mai 2019 als Vertreter des Wahlkreis 4 March gewählt.
Zuvor war Mursa als Rechtsanwalt in einem großen Unternehmen im Bereich Geld- und Werttransport mit Sitz in Schallstadt, tätig. Helmut Mursa ist 1980 im nordbadischen Mosbach geboren und aufgewachsen. Nach Abitur und Grundwehrdienst studierte er Rechtswissenschaften. Sein Referendariat absolvierte er unter anderem beim Regierungspräsidium Freiburg. Mursa ist verheiratet, hat fünf Kinder und lebt mit seiner Familie im Ortsteil Buchheim der Gemeinde March.
Alle bisherigen Gemeindeoberhäupter im Überblick:
- 1973 – 1974: Herbert Doll (Amtsverweser)
- 1974 – 1982: Rudolf Sontheimer
- 1982 – 2015: Josef Hügele (anfangs als Amtsverweser)
- seit 2015: Helmut Mursa

### Finanzen
Das Haushaltsvolumen vom Rechnungsjahr 2016:
- Verwaltungshaushalt: 22.120.440,00 Euro
- Vermögenshaushalt: 6.442.225,00 Euro
- keine Schulden

### Wappen
Seit 1975 führt die Gemeinde das Gemeindewappen, das (in anderen Farben) auf die frühesten Grundherrschaften hinweist: In gespaltenem Schild heraldisch rechts ein geschliffenes rotes Nagelkreuz auf weißem Grund für das Kloster Lorsch und heraldisch links auf rotem Grund ein silberner Bär für das Kloster St. Gallen.
Bis 1974 führte jeder der vier Ortsteile sein jeweiliges Wappen als Gemeindewappen. Diese sind:
- Buchheim: In Silber auf grünem Dreiberg eine grüne Buche mit schwarzem Stamm
- Holzhausen: Das älteste der vier Wappen (bereits 1574 nachgewiesen) zeigt in Rot drei pfahlweise nebeneinander gestellte goldene Senseneisen, die Spitzen nach oben gekehrt
- Hugstetten: In Blau auf grünem Dreiberg ein goldener Zinnenturm mit offenem Tor und zwei offenen Fenstern
- Neuershausen: In Silber auf grünem Dreiberg ein schreitender roter Hirsch

### Partnerschaften
Partnergemeinde von March ist das etwa 6700 Einwohner zählende Holzhausen in Sachsen, das 1999 nach Leipzig eingemeindet wurde.

## Kultur und Sehenswürdigkeiten

### Kirchenbauten
- Die katholische St. Georgskirche Buchheim mit spätgotischem Chor und barockem Langhaus, im Jahr 1757 erbaut, ist die früheste erwähnte Kirche im gesamten Breisgau (im Jahr 769 erwähnt). Der Turm aus dem 16. Jahrhundert wurde in der zweiten Hälfte des 19. Jahrhunderts mit der recht hohen, heutigen Spitze versehen. Der weitaus ältere Turmunterbau ist auf das Jahr 1586 datiert.
- Die Buchheimer Friedhofskapelle mit kleinem Glockentürmchen und wertvollem neobarockem Altar, stammt aus dem 19. Jahrhundert

- Die katholische St. Pankratiuskirche Holzhausen wurde 1781 fertiggestellt. Dabei blieb der 1471/72 erbaute, wehrhafte Glockenturm erhalten und ist damit das mit Abstand älteste Gebäude in March. Die Glocken aus der Bauzeit von 1472 sind längst verschwunden. Bereits 1756 wurde ein neues dreistimmiges Geläut gegossen. 1917 musste eine der Glocken für Kriegszwecke abgeliefert werden. Als dann noch eine weitere Glocke zersprungen war, wurde 1934 abermals ein neues Geläut gegossen – doch nur eine Glocke überstand den darauf folgenden Krieg. Das heutige, vierstimmige Geläut stammt aus dem Jahr 1960. Weiter beherbergt die Kirche einen Taufstein den einst die Ortsherrschaft von Harsch stiftete. Der Taufstein stand bereits in der Vorgängerkirche und stammt aus dem Jahr 1614. Zu den zahlreichen Kunstgegenständen der Pfarrkirche gehört auch ein barocker Messkelch, der ebenso von der Familie von Harsch gestiftet wurde, und der einst zur Pfarrkirche von Buchsweiler gehörte. Der Buchsweiler Kirche aus dem Mittelalter folgte im 17. Jahrhundert ein Bruderhaus mit Kapelle, die beide spätestens um 1800 abgerissen wurden.

- Das Holzhauser Pfarrhaus wurde 1687 erbaut. Da der Markgraf von Baden in Holzhausen Hauptzehntherr war, hatte er auch die Baupflicht für Kirche und eben das prächtige Pfarrhaus, welches zuletzt Mitte der 1990er Jahre renoviert wurde.
- Die Holzhauser Friedhofskapelle aus dem Jahr 1914 mit einem kleinen Dachreiter-Glockentürmchen, der „Vanottigruft“ (dort ist Pfarrer Theodor Siegfried Vanotti † 1911, begraben) und einem großen Altargemälde. Der Kapelle wurde 1983 eine Aussegnungshalle angebaut.

- Die heutige, evangelische Martin-Luther-Kirche Hugstetten, ging 1966 an die evangelische Kirchengemeinde und wurde 1772 als katholische Pfarrkirche St. Gallus mit einem barocken Zwiebelturm errichtet. 1878 wurde sie um eine Fensterachse verlängert und mit einem neuen Dachreiterturm (noch mit Glockenstube) ausgestattet. Im Jahr 1967 ließ die evangelische Kirchengemeinde die Kirche gründlich renovieren. Dabei wurde sie mit einem modern geformten neuen Dachreiterturm (ohne Glockenstube) ausgestattet.

- Der Neubau der katholischen St. Galluskirche Hugstetten wurde 1960–1963 nach den Plänen des Hugstetter Architekten Anton Lips errichtet. Der Chorraum der neuzeitlichen Altarausstattung enthält wiederverwendete Relikte aus der ehemaligen St.-Gallus-Kirche. Eine Reihe von hochformatigen Fenstern mit alttestamentarischen Motiven in Bleiverglasung, die die lichtdurchflutete Kirche schmücken, schuf der bis Anfang der 1990er Jahre in Freiburg lebende Kirchenkünstler und Maler Wilfrid Perraudin. Die neue St.-Gallus-Kirche enthält eine 1978 geweihte Kirchenorgel der Freiburger Orgelbau Hartwig und Tilmann Späth mit zwei Manualen, Pedal und 25 klingenden Registern.[13] Im frei stehenden Kirchturm hängt ein vierstimmiges Glockengeläut (e' – fis' – gis' – h'), das 1965 von F. W. Schilling, Heidelberg gegossen wurde.[14] Am 6. Dezember 2023 musste die Kirche geschlossen werden, da bei einer Begehung Einsturzgefahr beim Kirchendach festgestellt wurde.[15]
- Das Hugstetter Pfarrhaus wurde im Jahr 1777 vom Freiburger Stadtbaumeister Johann Baptist Häring erbaut. Die Gemeinde kaufte das barocke Pfarrhaus 1984 und nutzt es seither als Rathaus II der Gemeindeverwaltung. Es beherbergt heute u. a. das Grundbuchamt von March sowie das Trauzimmer des Standesamtes.
- Die Hugstetter Dreifaltigkeitskapelle am alten Weg nach Hochdorf, nahe der alten herrschaftlichen Schlossmühle. Sie stand ursprünglich am Standort des heutigen Gasthauses Zum Roten Kreuz (benannt nach dem Andlau-Wappen).

- Die katholische St. Vincentiuskirche Neuershausen wurde 1765 fertiggestellt und seinerzeit mit einem Zwiebelturm gekrönt. Dieser musste bereits 1787 wegen Baufälligkeit abgetragen werden. Eine Turmhaube mit Laterne ersetzte den ursprünglichen Turmabschluss. Anfang der 1970er Jahre wurde die prachtvolle Kirche von außen und innen renoviert. Dabei waren unter anderem der Ravensburger Bildhauer Josef Henger sowie der Freiburger Restaurator Michael Bauernfeind beteiligt.[16]
- Das Neuershauser Pfarrhaus stammt aus dem Jahr 1749. Johann Martin Vonderlew aus Bregenz, der als Bauführer den Kirchen-Neubau in Neuershausen leitete, war auch beim Bau des Pfarrhauses beteiligt.

- Die Dreifaltigkeitskapelle Neuershausen an der Verbindungsstraße nach Holzhausen. Dort gab es schon im 17. Jahrhundert einen Kapellenbau. Der Neuershauser Chirurg Franz Brunner ließ die heutige Kapelle um 1780 erbauen. Sie enthält ein Altargemälde mit einer Kopie des berühmten Dreifaltigkeitsbildes von Raffael.[17]

### Schlösser
In allen Teilorten gibt es je ein Schloss. Diese Gebäude sind aufwändige Herrensitze von Adelsfamilien, heute alle in Privatbesitz und der Öffentlichkeit nicht zugänglich:
- Das Alte Schloss von Hugstetten, um das Jahr 1670 erbaut, gegenüber dem heutigen Bauhof, wurde ursprünglich von der Familie des Konrad Stürtzel von Buchheim, die die Ortsherrschaft hatte, errichtet. Es wurde lange Jahre als Verwaltungsgebäude des Hugstetter Schlosses genutzt. Am Standort des heutigen Schlosses stand mutmaßlich die ältere Burg Hugstetten.
- Das Hugstetter Schloss, um das Jahr 1805 erbaut, ist ein dreigeschossiger klassizistischer Putzbau mit sieben Fensterachsen. Ein erweiternder Anbau geht auf das Jahr 1907 zurück. Das Wappen über dem Giebelfeld der Hofseite gibt Aufschluss über die Erbauer des Schlosses, da die Bauakten verloren gingen: Es ist das Wappen des späteren großherzoglich-badischen Staatsministers Conrad Karl Friedrich von Andlau-Birseck. Der ehemalige Schlosspark von Hugstetten, im Stil eines englischen Gartens, wurde 1820 bis 1830 auf Veranlassung des damaligen Schlossherrn Conrad von Andlau angelegt. Er war im 19. Jahrhundert so bekannt, dass er auch von Felix Mendelssohn Bartholdy 1837 anlässlich eines Aufenthalts in Freiburg aufgesucht wurde. Heute ist er teilweise der Öffentlichkeit zugänglich. Das Schloss ist nicht zu besichtigen, es kam über Erbfolge an die Freiherren von Mentzingen, die es bewohnen. Zum Schlossareal gehörten neben den beiden Schlössern
  - der Gutshof (heutiger Bauhof)
  - das Grundstück der ehemaligen katholischen Kirche
  - der Park mit dem Aussichtsturm Belvedere
  - ein Teehäuschen
  - die Antonius-Statue am Fuß der Anhöhe
  - das Gärtnerhaus (einer der Drehorte des Films „Jesus liebt mich“ von 2012)
  - die Schloss-Mühle von 1790, welche zeitweise ein Gasthaus war, daneben
  - das Brennhaus mit Staffelgiebel von 1855 sowie
  - die Brücke über den Mühlgraben zur Insel.
- Das heutige Buchheimer Schloss stammt größtenteils aus dem 18., der dazugehörende Wirtschaftshof aus dem 16. und 18. Jahrhundert. Im Keller des ursprünglichen Wirtschafthauses entlang der Schlossstraße befand sich in den 1960er Jahren ein historisches Verlies. Die ursprünglich dazugehörende Mühle wurde abgetrennt. Ebenfalls verkauft wurden die ursprünglich dazu gehörende Gärtnerei im Norden des Areals und in späteren Jahren einzelne Grundstücke für den Bau von Wohnhäusern. Das Schloss war bis 1790 Sitz der Ortsherrschaft der Stürtzel von Buchheim und danach der Freiherren von Schackmin bis zu deren Umzug nach Hugstetten. Im Jahr 1921 kaufte es die vorletzte Eigentümerin, Tochter eines Basler Baumwollhändlers, von der Familie von Holzing-Berstett aus Bollschweil. Nach ihrem Tod 1986 wurde das Areal aufgeteilt und Hauptgebäude und sog. Gärtnerhaus einzeln an die jetzigen Eigentümer verkauft. Im hinteren, Richtung Hugstetten liegenden Grundstücksteil, befindet sich ein Teich mit kleiner Insel, „Weiher“ genannt, auf dem sich die Buchheimer Jugend im Winter gerne beim Schlittschuhlaufen traf. Das Gelände ist privat und kann nicht besichtigt werden.  Ein Sockelstein mit der Jahreszahl 1595 auf der Westseite des Hauptgebäudes lässt auf einen Vorgängerbau schließen. In den 1960er Jahren wurde bei Pflanzarbeiten im Bereich der westlichen historischen Einfassungsmauer ein großer achteckiger Taufstein aus Sandstein gefunden, der viele Jahre als Pflanzbeet den Hauszugang schmückte. Er wurde später an einen Nachbarn abgegeben. Es wurden damals Vermutungen angestellt, ob an dieser Stelle mal ein Kloster gestanden haben könnte. Ebenfalls vom Vorgängerbau könnten zwei Bruchstücke einer Fensterumrahmung aus Sandstein gestammt haben, welche viele Jahre die Brücke zum Hauszugang schmückten.
- Das Holzhauser Schloss wurde im Jahr 1756 kurz nach dem Schloss-Brand der Familie von Harsch in Reute, als Ersatz-Sitz derselben erbaut. Als 1874 der letzte Nachkomme, Carl von Harsch, kinderlos starb, kam das Schloss an den ehemaligen Gutsverwalter und späteren Bürgermeister Ferdinand Köllinger und dessen Nachkommen, die das Schloss noch heute besitzen und bewohnen. Dieses relativ bescheidene Herrenhaus, musste 1962 wegen Baufälligkeit abgebrochen werden. Es wurde schließlich in den alten Formen und Proportionen erneut aufgebaut.
- Das Neuershauser Schloss wurde 1783 fertig gestellt. Zur damaligen Zeit war es „das stattlichste und eindrucksvollste Herrenhaus des Breisgaus in der Ebene“ vor Freiburg. Es war weitestgehend nach französischen Vorbildern gestaltet und wurde durch einen schön angelegten Park, mit Schlossweiher, ergänzt. Bauherrin war Gräfin Elisabeth von Schauenburg-Hennin. Heute ist das Schloss im Besitz der Familie Marschall von Bieberstein.[17]

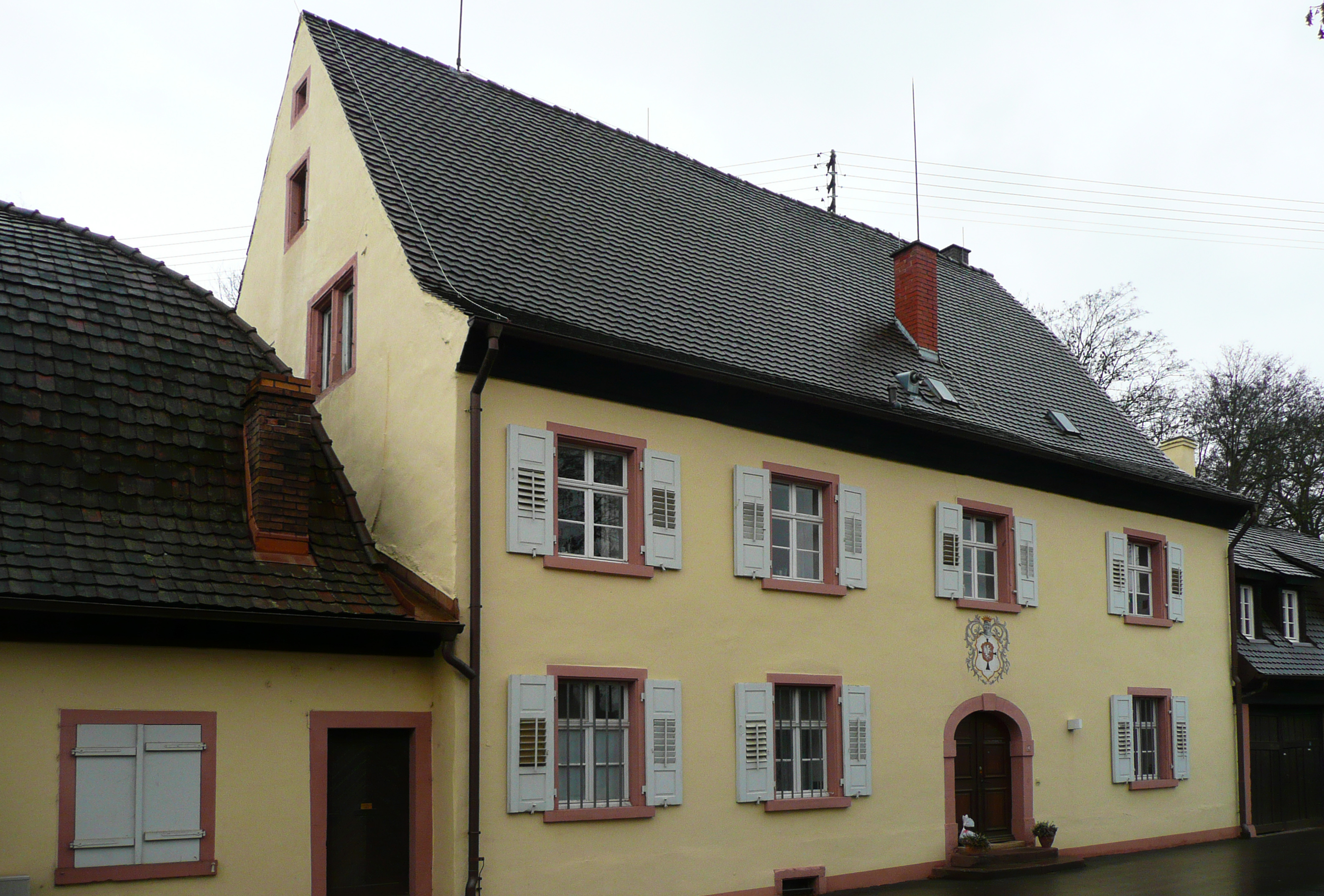
Altes Schloss von Hugstetten
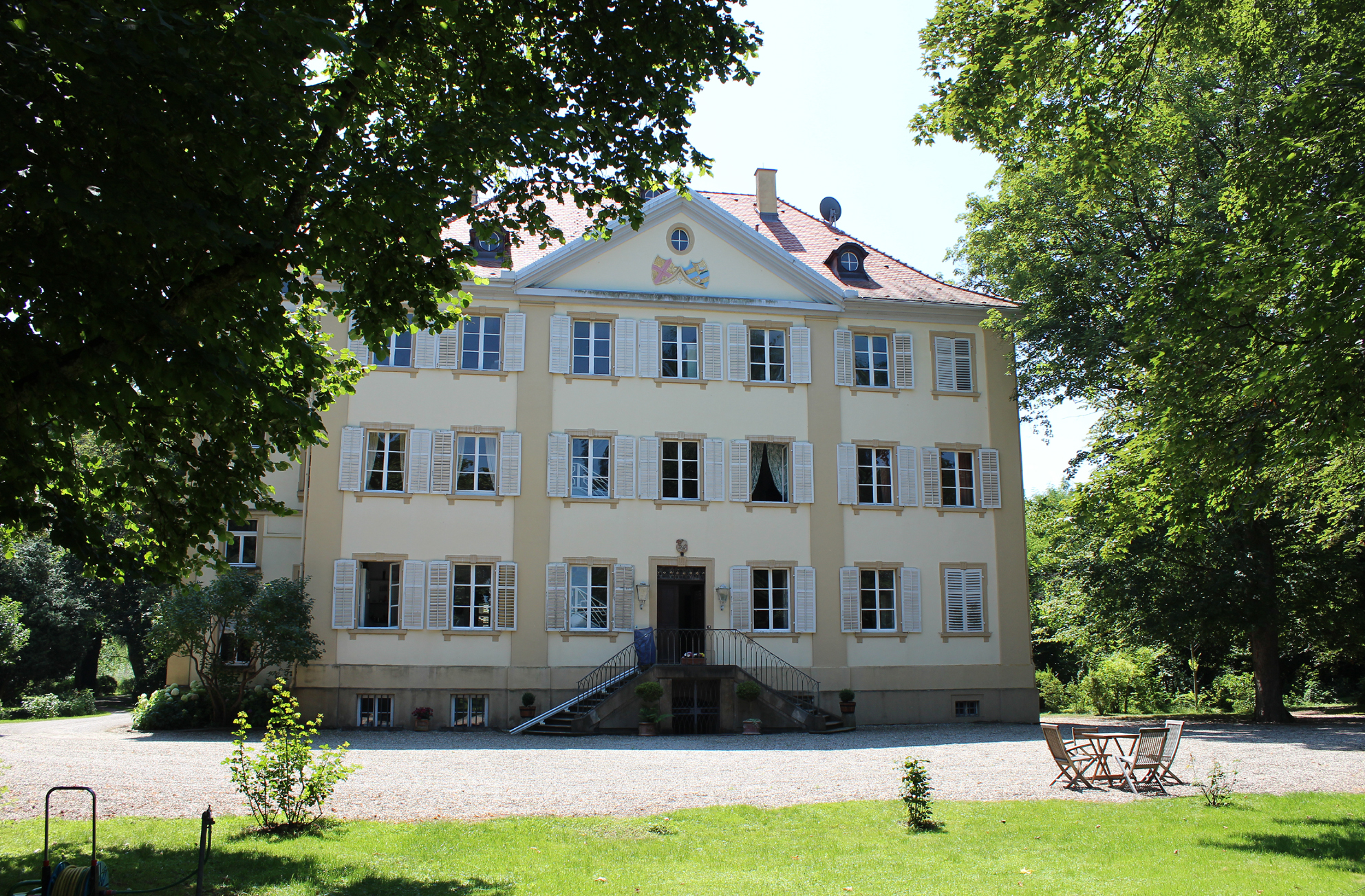
Hugstetter Schloss
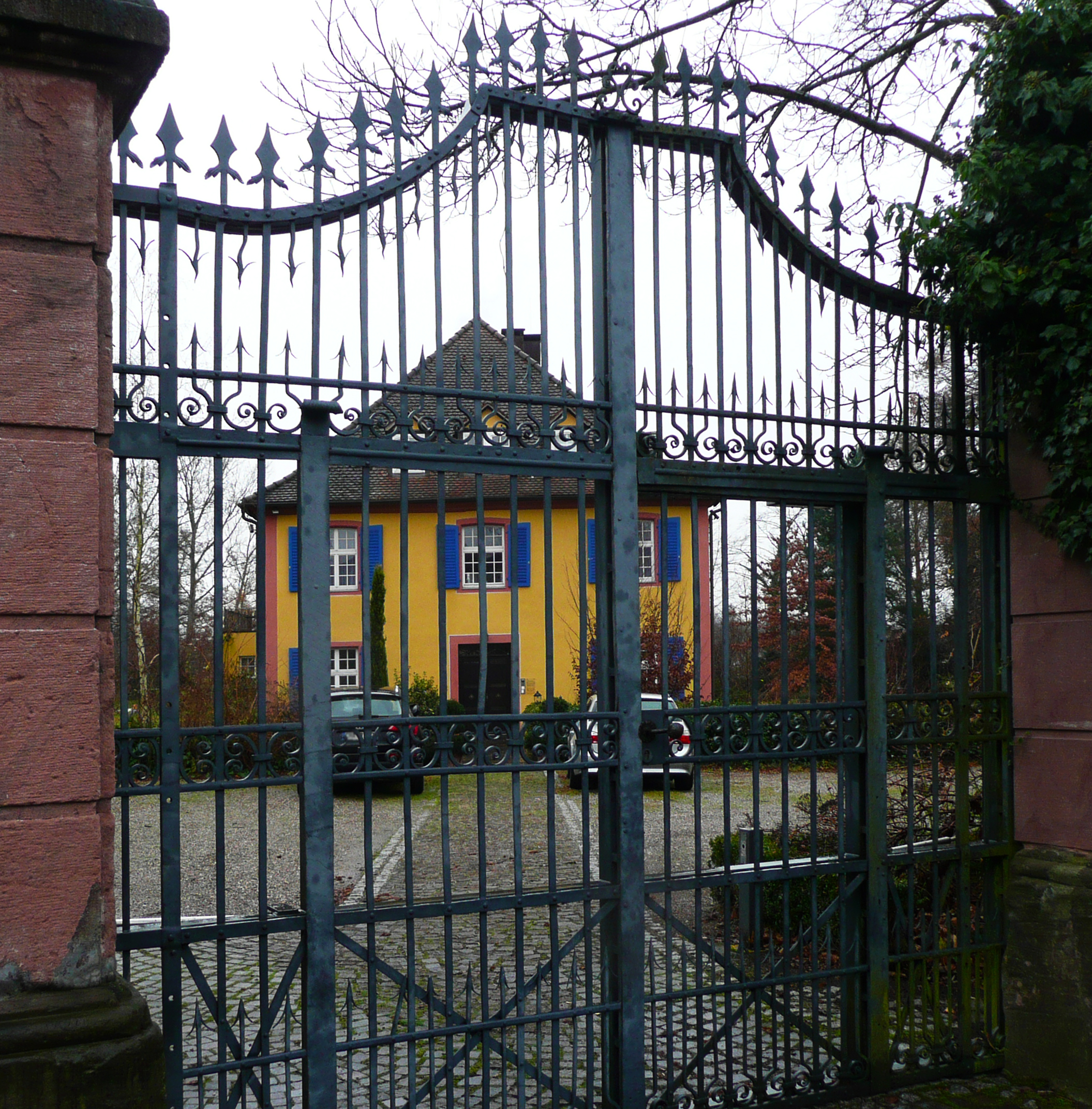
Buchheimer Schloss
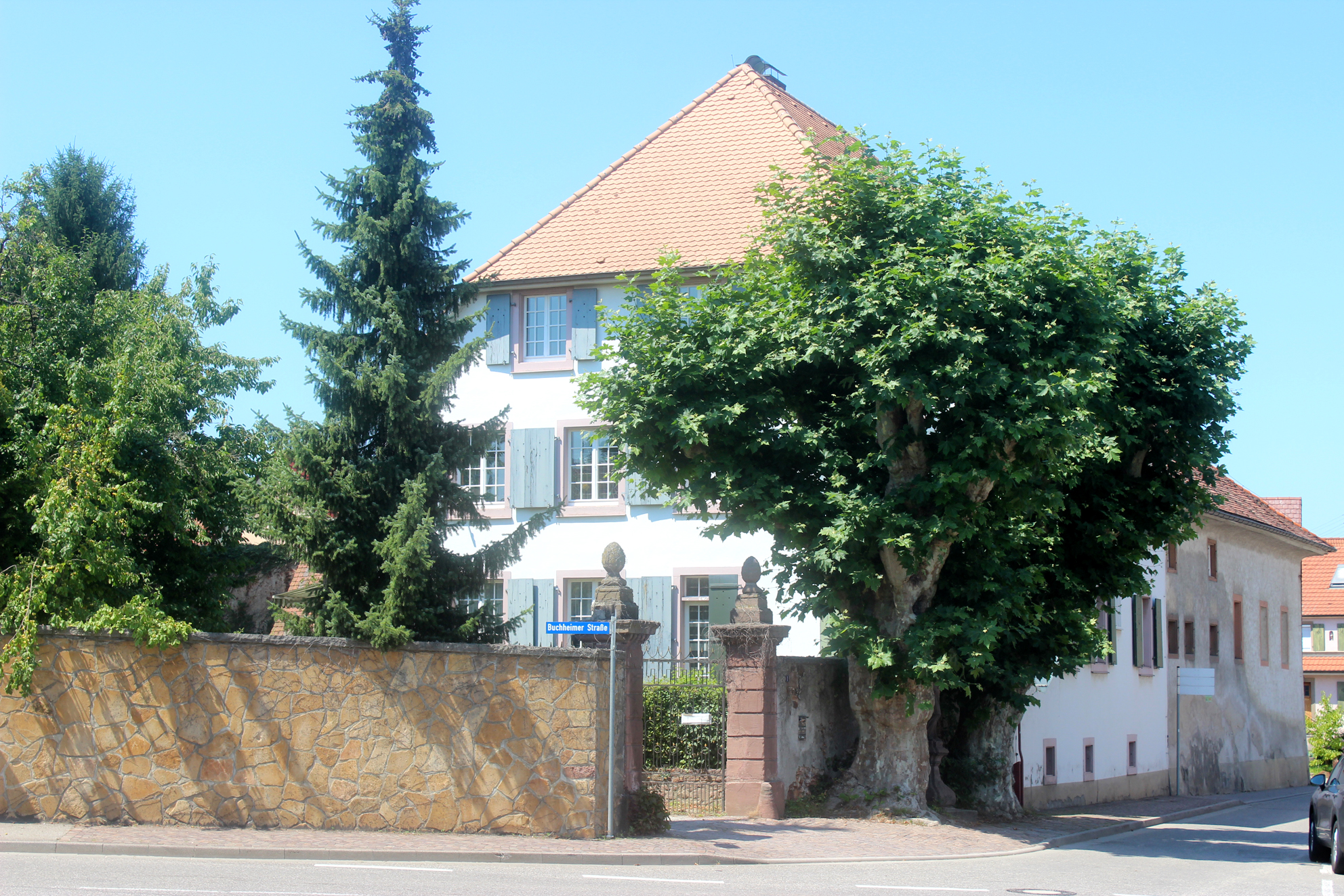
Holzhauser Schloss
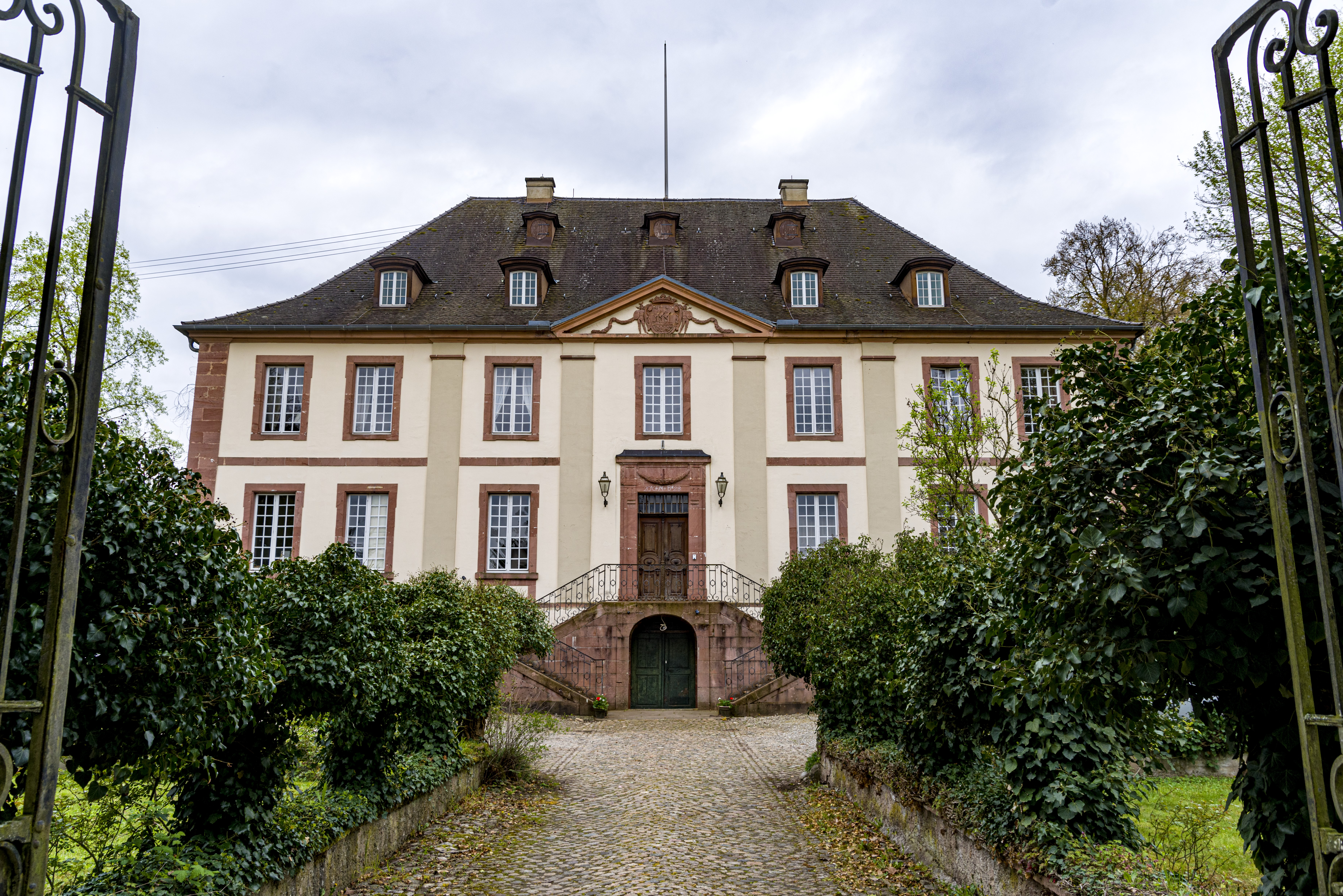
Neuershauser Schloss

### Museen
- Das Heimatmuseum ist seit der Eröffnung am 27. Mai 1988 in der Trägerschaft des Heimatvereins March e. V. Das Museum selbst befindet sich in vier Gebäuden Am Felsenkeller in Hugstetten:
  - Die alte Pfarrscheune. Hier sind alte Geräte aus Landwirtschaft und Handwerk untergebracht.
  - Das Brennhaus (ehemaliges Waschhaus des Pfarrhauses). Dort befinden sich ein Brenngeschirr und Keltergeräte.
  - Das Backhaus (ehemaliges Waschhaus des Schlosses). Als Küche eingerichtet mit großem Holzofen zum Brot backen.
  - Das Rathaus II (dem alten Pfarrhaus). Im Rathaus II befindet sich ein Ausstellungsraum. Im Treppenhaus des Gebäudes werden weitere alte Gegenstände und vor allem die Marcher Tracht gezeigt. Diese Tracht wird seit einigen Jahren wieder von Mitgliedern des Heimatvereins an Festtagen getragen. Das Heimatmuseum ist geöffnet von April bis Oktober, jeweils am ersten Sonntag im Monat von 14 bis 18 Uhr. Die Aktivitäten des Heimatvereins sind auf der Gemeinde-Homepage einzusehen.
- Gerspachs Ofenmuseum in Hugstetten. Nur wenige Schritte vom Bahnhof entfernt, in der Industriestraße, befindet sich das Ofenmuseum mit über 300 historischen Öfen, darunter seltene Sammlerstücke. Führungen nach telefonischer Anmeldung – auf Wunsch mit badischem Bauernvesper – möglich.

### Sonstige Sehenswürdigkeiten

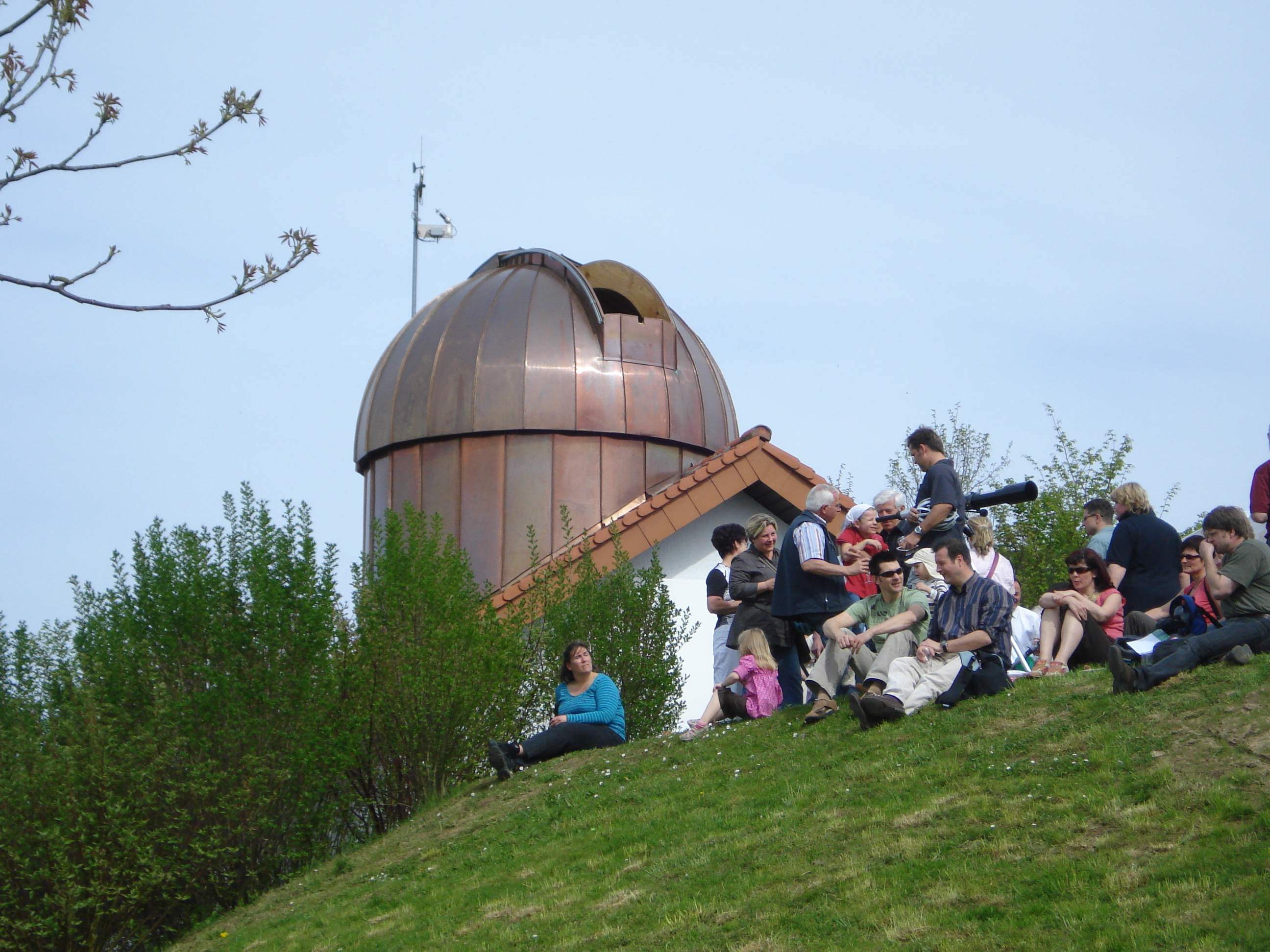
Die Sternwarte March bei der Eröffnung im Mai 2008

- Im Freiburger Münster gibt es an zwei Stellen Hinweise auf Marcher Herrschaften:
  - Glasfenster in der Lichtenfelskapelle zeigen Angehörige der Neuershauser Dorfherrschaft im 16. Jahrhundert: Cornelius von Lichtenfels zu Neuershausen und Hans von Lichtenfels zu Neuershausen, jeweils mit den Familienwappen.
  - Glasfenster in der Stürtzelkapelle zeigen den Kanzler Konrad Stürtzel von Buchheim mit seinen nächsten Angehörigen. Die originalen Glasfenster wurden 1528 angelegt und sind heute im Augustiner Museum untergebracht.
- Sternwarte March Am 2. Mai 2008 wurde auf dem Marchhügel zwischen Buchheim und Holzhausen die einzige Sternwarte im Rheintal zwischen Karlsruhe und Basel eröffnet. Die Volkshochschule March betreibt das Observatorium und bietet Beobachtungsabende an, immer am zweiten Dienstag im Monat. Vom Observatorium aus beginnt der Marcher Planetenweg, in dem das Sonnensystem mit seinen acht Planeten erläutert wird.

### Regelmäßige Veranstaltungen
- Marcher Wochenmarkt jeden Freitag beim Bürgerhaus im Zentralgebiet
- Sternwarte der Volkshochschule March am 1. Dienstag des Monats
- Heimatmuseum March am 1. Sonntag des Monats (April bis Oktober)
- Großer Narrenumzug der Narrenzunft Marchwaldgeister am 1. Sonntag nach Dreikönig (Veranstaltungs-Reihe derzeit ausgesetzt)
- Scheibenschlagen (Schiebefiir) am Samstag nach Fastnacht (Veranstaltungs-Reihe derzeit ausgesetzt)
- Radrennen an Christi Himmelfahrt; Veranstalter: RV Concordia Holzhausen e. V.
- Public Viewing der FIFA-WM und UEFA-EM (der Herren) im Juni/Juli in geraden Jahren; Veranstalter: Feuerwehr March
- Volksradfahren am 2. Septembersonntag; Veranstalter: RV Concordia Holzhausen e. V.
- Bayerischer Frühschoppen am Nationalfeiertag; Veranstalter: Feuerwehr March
- Marcher Weihnachtsmarkt am Wochenende zum 1. Advent; Veranstalter Vereinsgemeinschaft March (Veranstaltungs-Reihe derzeit ausgesetzt)
- Blutspende-Termin einen Tag vor Heiligabend; Veranstalter DRK-Ortsverein March

## Wirtschaft und Infrastruktur

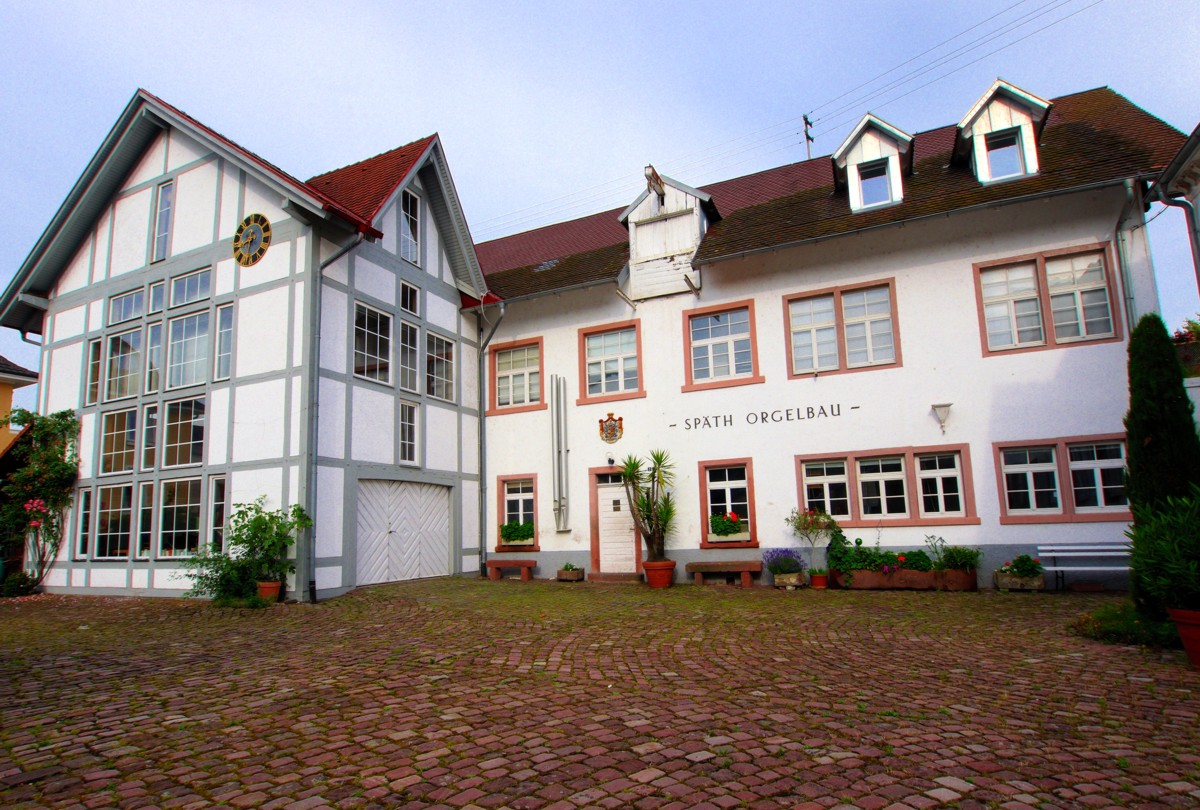
Bau der Firma Freiburger Orgelbau in Hugstetten

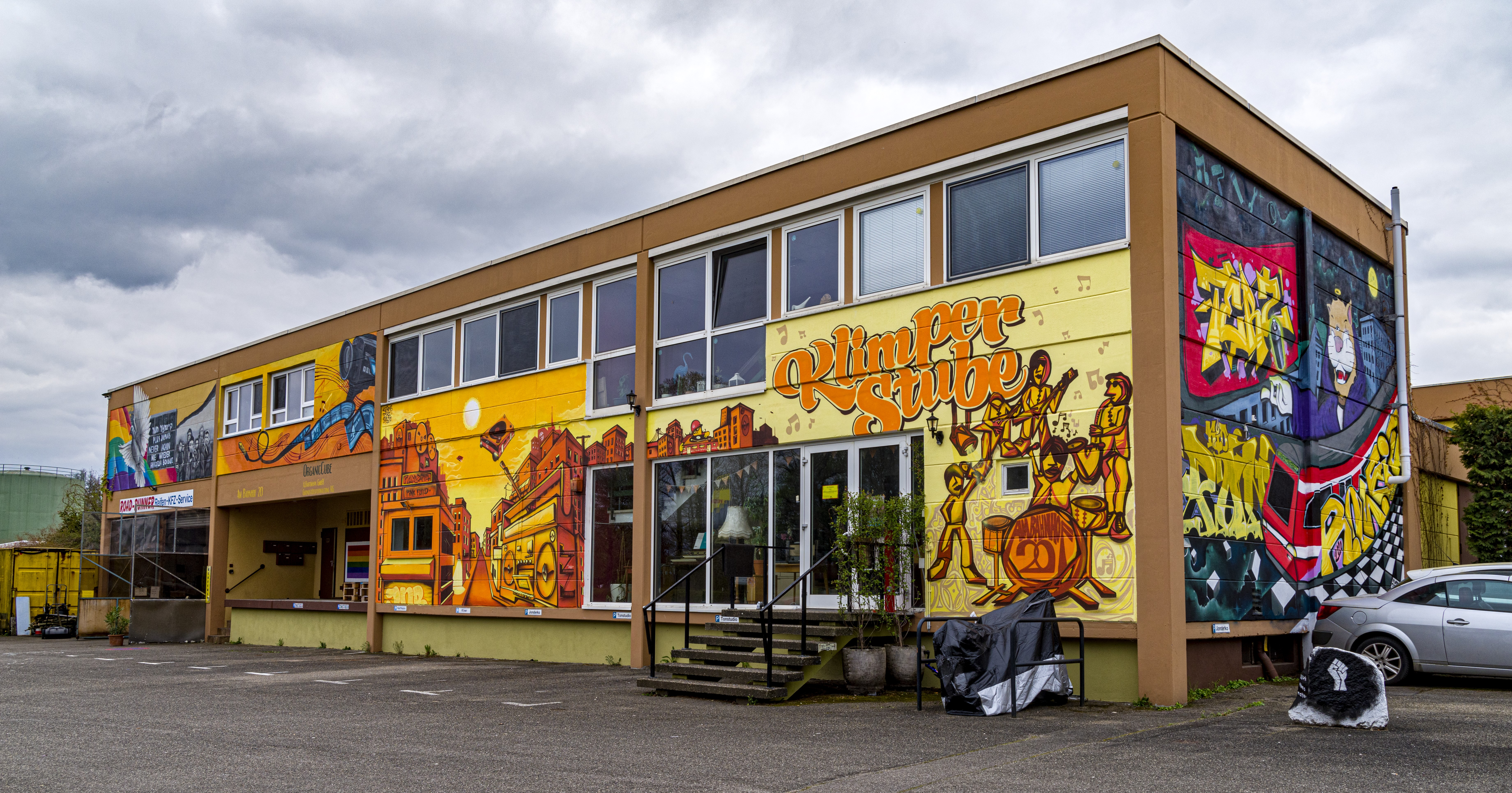
Die Klimperstube und ein Tonstudio

### Ansässige Unternehmen
Folgende örtliche Unternehmen, traditionelle Handwerker und Dienstleister (Auszug) haben ihren Sitz in March und bieten rund 1.800 Arbeitsplätze:
- Freiburger Orgelbau
- Raiffeisenbank im Breisgau eG
- Sparkasse Freiburg-Nördlicher Breisgau
- Volksbank Freiburg eG
- ZG-Raiffeisen Energie GmbH Union Oel Großtanklager

### Verkehr

#### ÖPNV
Der Öffentliche Personenverkehr in March zeichnet sich durch ein gutes Zusammenspiel der örtlichen Verkehrsunternehmen aus. Tagsüber bedient die Südbadenbus GmbH direkt vom Freiburg (Breisgau) Hauptbahnhof über die Stadtbahnübergangshaltestelle Freiburg-Moosweiher und den Bahnhof in March-Hugstetten, alle Orte in March im 30-Minuten-Takt.
Zusätzlich werden die Ortsteile Neuershausen, Buchheim und Hugstetten von den Linien 295/297/299 der Firma Tuniberg-Express bedient. Diese Fahrten sind Einzelverbindungen in Richtung Kaiserstuhl. Die Firma Binninger bietet an Schultagen mit der Linie 204 auch eine Verbindung Richtung Umkirch bzw. Gundelfingen (über Holzhausen) zum Bildungszentrum für Schüler an. Seit dem Jahr 2003 ist die hinzugefkommene Buslinie 25 der Freiburger Verkehrs AG ab Bahnhof Hugstetten eingerichtet, die March mit Hochdorf und dem Industriegebiet Nord in den Hauptverkehrszeiten werktags verbindet.
Die Bahnstrecke der Breisgau-S-Bahn und hier der Breisacher Bahn führt durch das Gebiet der Gemeinde March. Der Bahnhof Hugstetten bildet einen Haltepunkt der Preiskategorie 6. Die Strecke zwischen Freiburg und Gottenheim vom 1. Februar bis Ende November 2019 elektrifiziert und ging am 15. Dezember 2019 in Betrieb. Der Abschnitt von Gottenheim nach Breisach folgte im Februar 2020. Bis Januar 2019 wurde in Gottenheim und bis Dezember 2019 auch in Breisach je ein mechanisches Stellwerk der Bauart Einheit betrieben. Beide Bahnhöfe werden nun vom Elektronischen Stellwerk (ESTW) in Freiburg-Wiehre am Bedienplatz „Breisach“ ferngesteuert. Seit dem Wechsel zum Fahrplanjahr 2020 sollte halbstündlich in Gottenheim und stündlich in Titisee geflügelt werden. Aufgrund von Problemen muss in Gottenheim nach Endingen a. K. umgestiegen werden. Zudem fährt sonntags zwischen Titisee und Seebrugg nur stündlich ein Zug. Es fallen aber auch immer wieder Züge aus, was ungenügend kommuniziert wird. Deshalb gilt auf der Linie S1 seit dem 17. Februar 2020 ein verändertes, weniger kompliziertes Fahrplankonzept, wonach bis Juni 2020 der Pendelverkehr zwischen Gottenheim und Endingen a. K. bestehen blieb; somit entfiel in Gottenheim das Flügel/Kuppeln der Züge. Der Fahrplan sollte damit stabilisiert werden und ein verlässlicher Betrieb gewährleistet sein. Im Juni kehrten die Verantwortlichen dann zum alten Fahrplankonzept zurück.
Der Bundesverkehrswegeplan der deutschen Bundesregierung sieht den viergleisigen Ausbau der Rheintalbahn der Deutschen Bahn vor. Die beiden neuen Gleise, das dritte und vierte Gleis der Rheintalbahn, die nach bisheriger Planung dem Güterverkehr vorbehalten sein sollen, sollen östlich direkt an die A 5 gebaut werden. Somit würde diese Bahnstrecke zu einem kleinen Teil auf Marcher Gebiet verlaufen. Ein Baubeginn des Bauabschnitts 8.1 Riegel – March steht bisher allerdings noch nicht fest. Laut Website der Deutschen Bahn (Stand Dezember 2022) steht eine Fertigstellung der gesamten Trasse bis zum Jahr 2035 im Raum.
Am 3. September 1882 ereignete sich ein großes Eisenbahnunglück im Mooswald nahe Hugstetten (heute Tierhygienisches Institut). Das Zugunglück von Hugstetten, bei dem der Sonderzug Freiburg – Colmar aus den Schienen sprang und 69 Tote sowie über 200 Verletzte forderte, war das schwerste und folgenreichste Eisenbahnunglück im Deutschen Reich und behielt diesen Titel bis zur Kollision zweier D-Züge im Bahnhof Genthin am 21. Dezember 1939 mit damals ca. 180 Todesopfern.

#### Radverkehr
Der Radschnellweg von Freiburg nach Breisach soll entlang der Breisacher Bahn über die March geführt werden und Landwasser über Hugstetten mit Umkirch und Gottenheim verbinden.
Im Oktober 2023 wurde eine Station des Freiburger Fahrradverleihsystems Frelo am Haltepunkt in Hugstetten aufgestellt, insbesondere mit dem Ziel das Gewerbegebiet Hochdorf für Pendler anzubinden. Die March ist damit nach Umkirch, Gundelfingen und Merzhausen die vierte Gemeinde außerhalb der Stadt Freiburg, die an das Fahrradverleihsystem angeschlossen wird. Ab dem Jahr 2026 soll allen Gemeinden der Landkreise Breisgau-Hochschwarzwald und Emmendingen, die Möglichkeit gegeben werden, an dem Fahrradverleihsystem zu partizipieren.

#### Straßenverkehr
Durch March führen 0,7 Kilometer Bundesautobahn, 2,2 Kilometer Bundesstraße, 10,8 Kilometer Landesstraßen sowie 4,2 Kilometer Kreisstraßen. Insgesamt führen durch das Gemeindegebiet 17,9 Kilometer Straßen des überörtlichen Verkehrs. Weiter verläuft die Breisgau-S-Bahn auf 3,5 Kilometern Länge durch das Gebiet der Gemeinde March. Ursprünglich lagen in March 1.600 Meter Neben- bzw. Industriegleise, von denen heute nur noch 280 Meter in Betrieb sind.
An folgende Fernstraßen ist die Gemeinde March direkt oder indirekt angeschlossen:
- Bundesautobahn 5 (Hattenbacher Dreieck–Basel):

Anschlussstelle Freiburg-Nord via Landesstraße 187 (1,5 km bis OT-Holzhausen)
Anschlussstelle Freiburg-Mitte via Bundesstraße 31a und Landesstraße 116 (3,5 km bis OT-Hugstetten)
Anschlussstelle Nimburg-Teningen via Landesstraße 114 und Landesstraße 116 (7,0 km bis OT-Neuershausen)
- Bundesstraße 3 (Buxtehude–Weil am Rhein):

Abfahrt March/Reute via Kreisstraße 5141 (6,0 km bis OT-Holzhausen)
Abfahrt Freiburg-Nord/Autobahn (5,0 km bis OT-Holzhausen)
- Bundesstraße 31a (Breisach am Rhein–Lindau):

Abfahrt March/Umkirch via Landesstraße 116 (1,5 km bis OT-Hugstetten)
Abfahrt March-West via Landesstraße 187 (1,5 km bis OT-Buchheim)
- Bundesstraße 294 (Bretten–Freiburg):

Bundesstraßen-Ende via Landesstraße 187 (1,5 km bis OT-Holzhausen)

#### Flugverkehr
Die nächstgelegenen Flughäfen sind der Flugplatz Freiburg (6 km) und die internationalen Flughäfen EuroAirport Basel-Mulhouse-Freiburg (70 km), Straßburg (75 km), Baden-Baden (83 km), Zürich-Kloten (110 km) und Flughafen Stuttgart (155 km).

### Medien
In March erscheint als Wochenzeitung am Oberrhein der ReblandKurier. Als Tageszeitung informiert die Badische Zeitung über das aktuelle überregionale und lokale Geschehen. Außerdem erscheint in March ein amtliches Mitteilungsblatt mit den amtlichen Nachrichten der Gemeinde sowie u. a. Mitteilungen der diversen Einrichtungen, Vereine und Gruppierungen.

### Bildungseinrichtungen
Die Gemeinde betreibt alle Tageseinrichtungen für Kinder.
In allen vier Marcher Ortsteilen gibt es je eine Kindertagesstätte, zusätzlich in Buchheim das Kinderhaus „Am Bürgle“, das Krippenhaus sowie den Waldkindergarten. Die Gemeinde betreibt alle Tageseinrichtungen für Kinder in eigener Regie, es gibt keine konfessionell orientierten oder freien Träger. In den Kindergärten Buchheim-Ort, Holzhausen, Hugstetten, Neuershausen, Kinderhaus „Am Bürgle“ und Krippenhaus werden Kinder ab einem Jahr aufgenommen. Im Waldkindergarten werden Kinder ab dem dritten Geburtstag bis zum Schuleintritt, betreut. Im Kinderhaus „Am Bürgle“ sowie an den Grundschulen in Holzhausen, Hugstetten und Neuershausen gibt es Schülerhorte für die Grundschüler der Gemeinde March. Alle Einrichtungen im Überblick:
- Kindergarten Buchheim-Ort in Buchheim (Holzhauser Straße)
- Kindergarten Holzhausen (Im Grün)
- Kindergarten Hugstetten (Klosterweg)
- Kindergarten Neuershausen (Rathausstraße)
- Kinderhaus Am Bürgle in Buchheim (Sportplatzstraße)
- Krippenhaus March in Buchheim (Sportplatzstraße)
- Naturkindergarten in Holzhausen (beim alten Wasserwerk Holzhausen)
- Waldkindergarten in Buchheim (beim Waldspielplatz Buchheim)

Folgende Schulen sind in March vertreten:
- Gemeinschaftsschule Am Bürgle in Buchheim (Sportplatzstraße)
- Grundschule Holzhausen (Am Berg)
- Grundschule Hugstetten (Schulstraße)
- Grundschule Neuershausen (Rathausstraße)
- Volkshochschule March in Buchheim (Sportplatzstraße)
- Musikschule Breisgau e. V.

Ein weiteres Bildungsangebot ist die Gemeindebücherei, im Gebäude der Gemeinschaftsschule (Sportplatzstraße). Das Angebot umfasst neben ca. 15.000 Büchern für Kinder und Erwachsene auch Gesellschaftsspiele, Zeitschriften, Musik-CDs/DVDs, Kassetten. Die Ausleihe ist kostenlos (es wird allerdings eine geringe Jahresgebühr erhoben).

### Freiwillige Feuerwehr
Der Standort der Freiwillige Feuerwehr March befindet sich seit Juni 2013 für alle Teilorte von March zentral an der Sportplatzstraße zwischen den Orten Buchheim und Hugstetten. Die Feuerwehr gliedert sich in zwei Alarmzüge, eine gemeinsame Ehrenabteilung sowie die Jugendfeuerwehr. Die Jugendabteilung besteht aus zwei Kindergruppen (6- bis 9-Jährige) sowie zwei Jugendgruppen (10- bis 17-Jährige) und ist damit eine der größten Jugendabteilungen im Landkreis. Zur Feuerwehr gehört auch der Feuerwehr March Förderverein e. V. Vor der Fertigstellung des heutigen Feuerwehrhauses bestand in den Ortsteilen Buchheim, Holzhausen, Hugstetten und Neuershausen je eine Feuerwehrabteilung mit je einem Feuerwehrhaus.
Obwohl ihr Löschwesen bis in die Mitte des 18. Jahrhunderts zurückverfolgt werden kann (erste urkundliche Erwähnung 1750 in Neuershausen), wurden die damals noch selbstständigen Freiwilligen Feuerwehren erst Mitte des 20. Jahrhunderts gegründet. Im Jahr 1947 entstanden die ersten freiwilligen Löschmannschaften in Holzhausen und Hugstetten sowie 1956 in Buchheim und 1958 in Neuershausen. Im Zuge der Gemeindereform 1973 wurde dann im November 1974 die Freiwillige Feuerwehr March gegründet. Seitdem standen ihr folgende Feuerwehrkommandanten vor:
- Alfred Schweizer (1974–1980)
- Fritz Adler (1980–1995)
- Dieter Kremp (1995–2013)
- Patrick Gutmann (2013–2023)
- Stefan Berger (seit 2023)

Der Fuhrpark der Marcher Feuerwehr besteht aus einem Einsatzleitwagen (ELW 1, Bj. 2004), einem Mannschaftstransportfahrzeug (MTF, Bj. 2016), einem großen Löschgruppenfahrzeug (LF 16/12, Bj. 2002) mit der identischen Ausstattung/Leistung wie ein HLF 20/16, einem mittelgroßen Löschgruppenfahrzeug (LF 8/6, Bj. 2000), sowie einem Gerätewagen Logistik (GW-L2, Bj. 2013). Für die Jugendfeuerwehr wird außerdem noch ein mittelgroßer (derzeit noch ziviler) Transporter (Bj. 2012) vorgehalten, der in absehbarer Zeit durch ein weiteres MTF ersetzt werden soll.
Im Jahr 2021 wurde mit dem neuen „Feuerwehrbedarfsplan 2021 – 2025“ ein neues Fahrzeugkonzept verabschiedet. Dieses sieht bis zum Jahr 2029 folgende Fahrzeugbeschaffungen vor:
- 2023 Tanklöschfahrzeug 4000 (TLF 4000) (Beschaffung verzögert sich auf 2024)
- 2025 Mittleres Löschfahrzeug (MLF)
- 2027 Löschgruppenfahrzeug 20 für den Katastrophenschutz LF 20-KatS
- 2029 Einsatzleitwagen 1 (ELW 1)

Etwa 80 ehrenamtliche Kräfte (darunter acht Frauen) engagieren sich in ihrer Freizeit unentgeltlich für das Marcher Feuerwehrwesen und bewältigen rund 90 Feuerwehreinsätze im Jahr (2023: 106). Bis zur Aussetzung der Wehrpflicht leisteten etwa zehn junge Feuerwehrangehörige hier, statt Wehrdienst oder Zivildienst, ihren Ersatzdienst im Rahmen des Katastrophenschutzes beim ABC-Zug des Landkreises Breisgau-Hochschwarzwald. Dieser ist in Ihringen stationiert.

## Persönlichkeiten

### Söhne und Töchter der Gemeinde
- Joseph Anton Julius Schill (* 1821 in Neuershausen; † 1880) war ein Lehrer und Geologe.
- Peter von Mentzingen (* 1854 in Hugstetten; † 1939 in Menzingen) gehörte von 1905 bis 1912 der II. Kammer, von 1913 bis 1918 dann der I. Kammer der Badischen Ständeversammlung an.
- Franz Xaver Seiler (* 1870 in Neuershausen; † 1960 in Freiburg) war ursprünglich gelernter Metzger, wanderte als vollwaiser Jugendlicher nach Amerika aus, um als Millionär in den Breisgau zurückzukehren. Mit seiner Frau erwarb er den Freiburger Friedrichsbau, dessen Erträge aus Verwaltung und Vermietung heute noch in die Franz Xaver und Emma Seiler-Stiftung fließen. Diese unterstützt Vollwaise Jugendliche.[29] Er ist Namensgeber der „Franz-Xaver-Seiler-Straße“ in Neuershausen.
- Karl Ritter (* 1908 in Hugstetten; † 1986), war letzter Bürgermeister von Hugstetten (1950–1973), Träger des Bundesverdienstkreuzes, Namensgeber des „Karl-Ritter-Wegs“ in Hugstetten und erster Ehrenbürger der Gemeinde March
- Karl Köpfer (* 1913 in Holzhausen; † 1992 in Freiburg) war letzter Bürgermeister von Holzhausen (1966–1972), Träger der Bürgermedaille, Geschäftsführer der örtlichen Raiffeisenbank, nebst Raiffeisenmarkt und ist Namensgeber des „Karl-Köpfer-Wegs“ in Holzhausen. Unter ihm wurde die heutige Grundschule mit Turn- und Festhalle erbaut.
- Bernhard Gutmann (* 1933 in Holzhausen; † 2023 in Hugstetten) war Stv. Bürgermeister von Holzhausen und March, Ortsvorsteher in Holzhausen, Mitglied des Kreistags, Träger des Bundesverdienstkreuzes und Namensgeber des „Bernhard-Gutmann-Platz“ in Holzhausen.
- Robert Schneider (* 1944 in Buchheim; † 2021 in Hamburg), Maler

### Mit March verbundene Persönlichkeiten
- Konrad Stürtzel (1435–1509) war Rektor der Freiburger Universität und ab 1491 Ortsherr in den Marchorten. Er ließ um 1500 als Wohnhaus den Basler Hof in Freiburg erbauen, heute der Sitz des Regierungspräsidenten. Stürtzel ist Namensgeber der „Konrad-Stürtzel-Straße“ in Buchheim.
- Heinrich Bernhard von Andlaw-Birseck (1802–1871) war Grundherr in Hugstetten und badischer Staatsmann. Er ist Namensgeber der „Heinrich-von-Andlaw-Straße“ in Hugstetten.
- Adolf Marschall von Bieberstein (1842–1912) war Staatssekretär des Auswärtigen Amtes des Deutschen Kaiserreiches und Schlossherr in Neuershausen. Er begründete den Zweig Neuershausen der badischen Linie Marschall von Bieberstein.
- Theodor Ritte (1865–1950) lebte als Klavierpädagoge und Schriftsteller in Hugstetten.
- Johann Schill (1875–1962), wurde 1961 erster Ehrenbürger von Buchheim und war 55 Jahre lang Dirigent des Männergesangvereins. Er ist Namensgeber der „Johann-Schill-Straße“ in Buchheim.
- Adolf Rombach (1886–1966), Bürgermeister von Buchheim (1946–1957), Träger des Bundesverdienstkreuzes, wurde 1961 Ehrenbürger von Buchheim und ist Namensgeber der „Adolf-Rombach-Straße“ in Buchheim.
- Wilhelm Freiherr Marschall von Bieberstein (1890–1935) war ein deutscher Flieger, NS-Funktionär und Ortsherr in Neuershausen. Anlässlich seines Todes gab es in Neuershausen ein Staatsbegräbnis.
- Anton Lips (1908–1984), Architekt und langjähriger Gemeinderat von Hugstetten, war Erbauer der Hugstetter Grundschule samt Turn- und Festhalle. Er ist Namensgeber der „Anton-Lips-Straße“ in Hugstetten.
- Ludwig Reithmeyer (1911–1964), katholischer Pfarrer in Hugstetten, der sich um den Ort sehr verdient gemacht hatte und daher Namensgeber der „Ludwig-Reithmeyer-Straße“ in Hugstetten ist.
- Karl Rawer (1913–2018) war ein international anerkannter Physiker. Rawer war Mitbegründer des heutigen Fraunhofer-Institut für Physikalische Messtechnik. Seit der Nachkriegszeit hatte er seinen Lebensmittelpunkt in March.
- Emil Kraft (1915–1972) war Bürgermeister in Buchheim (1957–1972) und ist Namensgeber des „Emil-Kraft-Brunnens“ auf dem Buchheimer Dorfplatz.
- Fritz Walter (1920–2002), ehemaliger Kapitän der deutschen Fußballnationalmannschaft, war in den 1950er und 1960er Jahren eng mit der in Hugstetten lebenden Fabrikanten-Familie Schondelmaier befreundet. Albert Schondelmaier war nicht nur der Trauzeuge Walters, sondern nach dem Zweiten Weltkrieg auch 2. Vorsitzender des 1. FC Kaiserslautern. In dieser Zeit gab es in March einige öffentlichkeitswirksame Fußballspiele mit Beteiligung Walters und seiner Mannschaftskameraden. Während der Fußballweltmeisterschaft 1954 in der Schweiz wohnten die Spielerfrauen von Fritz und Ottmar Walter in Hugstetten.[30]
- Franz von Mentzingen (1932–2023), Botschafter, ehemaliger Diözesanleiter des Malteser Hilfsdienstes in Freiburg sowie Schlossherr in Hugstetten.
- Karl Kardinal Lehmann (1936–2018) lebte in den 1970er Jahren einige Jahre in Holzhausen und wurde dort auch einige Male vom späteren Papst Benedikt XVI. besucht.
- Hermann Reifsteck (1940–1986), war Gemeinderat, Ortschaftsrat und Feuerwehr-Abteilungskommandant in Holzhausen. Er ist Namensgeber des „Hermann-Reifsteck-Weg“ in Holzhausen
- Helmut Rau (* 1950) lebte ab Mitte der 1970er Jahre einige Zeit in Holzhausen.
- Josef Hügele (* 1951), langjähriger Bürgermeister der Gemeinde March (1982–2015), ehemaliges Mitglied des Kreistags, Träger des Bundesverdienstkreuzes, seit März 2015 Marchs zweiter Ehrenbürger.
- Matern Freiherr Marschall von Bieberstein (* 1962), ehemaliger Abgeordneter des Wahlkreises Freiburg für den Deutschen Bundestag, ist in March aufgewachsen und wohnt in Neuershausen.
- Dany Bousquet (* 1973), lebt in Holzhausen ist ein ehemaliger Profi-Eishockeyspieler kanadischer Abstammung und spielte u. a. für den EHC Freiburg.
- Claudia Verdicchio-Krause (* 1975) ist eine deutsche Sportschützin und Nationaltrainerin des DSB-Nachwuchskaders. Sie lebt in Holzhausen.
- Matthias Ginter (* 1994), Profispieler der Fußball-Bundesliga, Mitglied der Nationalmannschaft und ehemaliger Jugendspieler beim SV March (heute SC March), wuchs in Hugstetten auf.
- Domenico Ebner (* 1994), Handballprofi in der Handballbundesliga, italienischer Nationalspieler und ehemaliger Jugendspieler beim TSV March, ist in Hugstetten aufgewachsen.
- Rafaela Borggräfe (* 2000) Profispielerin der Fußball-Bundesliga und ehemalige Jugendspielerin beim SC Holzhausen und SC March, wuchs in Holzhausen auf.